# Har Gilon
Har Gilon (hebreiska: הר גילון) är ett berg i Israel.   Det ligger i distriktet Norra distriktet, i den norra delen av landet. Toppen på Har Gilon är 364 meter över havet, eller 84 meter över den omgivande terrängen. Bredden vid basen är 1,8 km.
Terrängen runt Har Gilon är kuperad åt nordost, men åt sydväst är den platt.Runt Har Gilon är det ganska tätbefolkat, med 90 invånare per kvadratkilometer. Närmaste större samhälle är Nahariya, 18,1 km nordväst om Har Gilon. Trakten runt Har Gilon består till största delen av jordbruksmark.

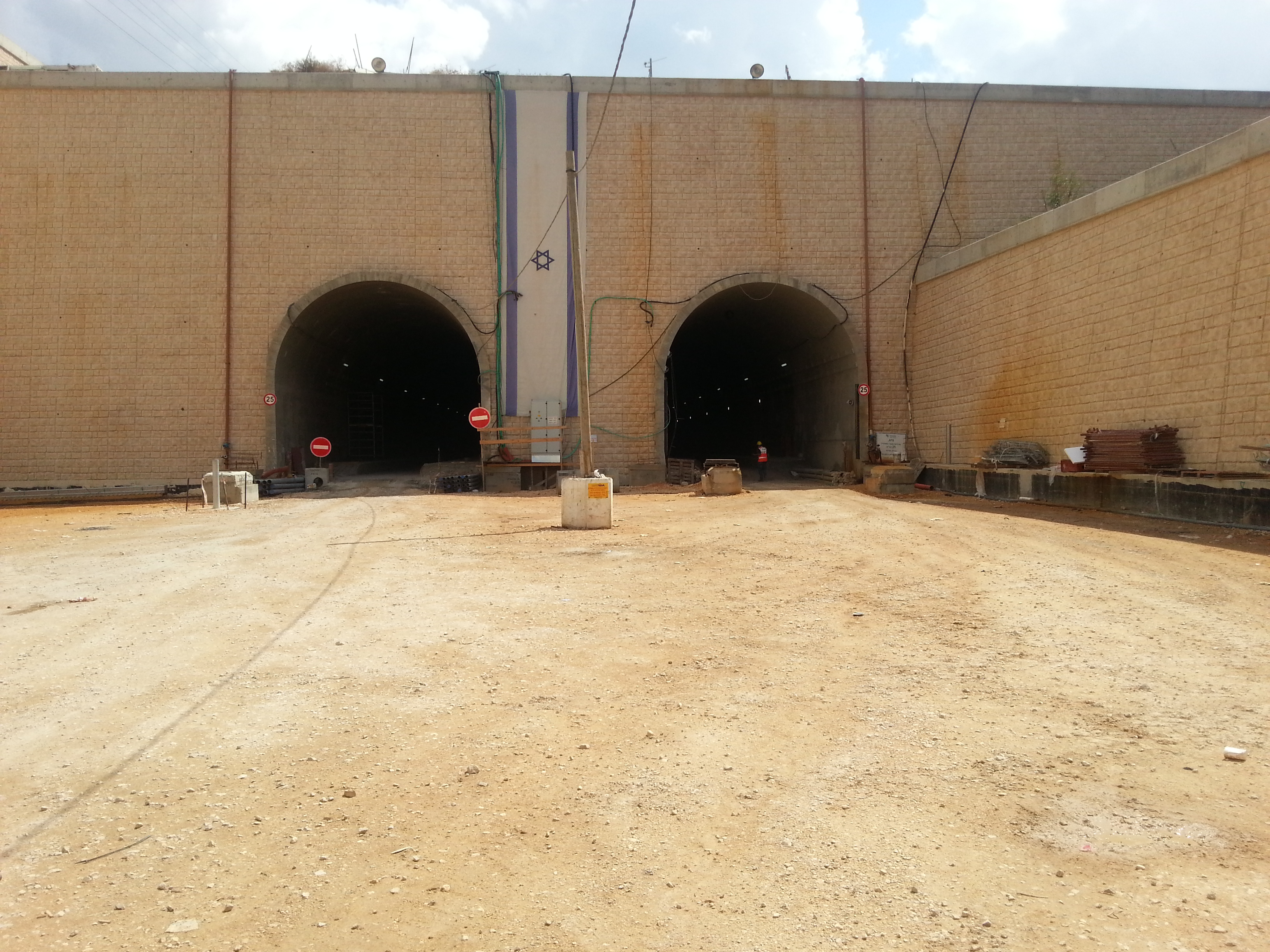
Gilon tunneler Av ett tåg